# 布蘭德魏爾湖
49°09′25″N 10°46′48″E / 49.15682°N 10.78001°E
布蘭德魏爾湖（德語：Branderweiher），是德國的湖泊，位於該國東南部，由巴伐利亞州負責管轄，處於豪恩多夫，長0.25公里、寬0.2公里，面積0.03平方公里，海拔高度432米，湖岸線長度0.7公里。